# Monensin
Monensin, koji je izolovan iz Streptomyces cinnamonensis, poznati je predstavnik prirodnih polietarskih antibiotika.

## Istorija
Hemijska struktura monensina je prvo opisana 1967. godine (Agtarp et al.). To je bio prvi polietarski antibiotik. Prvi izveštaj o totalnoj sintezi monensina je objavljen 1979. godine.

## Mehanizam akcije
Monensin A manifestuje naklonost ka formiranju kompleksa sa monovalentnim katjonima kao što su Li+, +, +, +, + and Tl+. Monensin A ima sposobnot transportovanja tih katjona kroz lipidne membrane ćelija, što mu daje značajnu ulogu Na+/+ antitransportera. On blokira intraćelijski proteinski transport, i poseduje antibiotička, antimalarijska, i druga biološka svojstva.. Antibakteriske osobine Monensina i njegovih derivata su rezultat njihove sposobnosti da transportuju metalne katjone kroz ćeliske i intraćeliske membrane..

## Upotreba
Monenin je u širokoj upotrebi u industriji prerade mleka i mesa kao stredstvo za sprečavanje cocodiosisa, intenzivnog oslobađanja propionske kiselene.. Monensin, monensin metil estar (MME), i posebno monensin decil estar (MDE) se široko koriste kao sastojak selectivnih elektroda..

## Spoljašnje veze
- BioNet škola Архивирано на веб-сајту  (2. јул 2012)

|  | Molimo Vas, obratite pažnju na važno upozorenje u vezi sa temama iz oblasti medicine (zdravlja). |